# Флаг Чешира
Флаг Чешира — официальный символ церемониального графства Чешир, утверждённый 10 апреля 2013 года Институтом флагов. Представляет собой знамя упразднённого совета графства Чешир, принятое 3 мая 1938 года.
На синем полотнище изображены три снопа пшеницы и меч золотого цвета. Внешний вид флага ассоциируется с графством Честер с XII века и используется на его гербе как минимум с 1560 года.
Флаг вывешивается наравне с флагом Великобритании над Департаментом по делам общин и местного самоуправления. Футбольный клуб «Стокпорт Каунти» проводит День флага Чешира в память о корнях города Стокпорт в историческом графстве Честер.
Пшеничные снопы на синем фоне используются на эмблеме совета Западного Чешира и Честера, также снопы изображены на эмблеме совета Восточного Чешира. Кроме того, на геральдическом щите «Стокпорт Каунти» на синем фоне присутствуют меч и три золотистых снопа пшеницы.